# Radio Afrika International
Radio Afrika International est une station de radio autrichienne. Elle émet depuis les studios d'ORF, qui se trouve à Argentinerstrasse (4e arrondissement de Vienne). Elle fut créée le 21 mars 1997 sur l'initiative du journaliste Alexis Neuberg. 
Elle a pour objectif d'assurer en Autriche une meilleure compréhension entre africains et européens. Des organisations, associations ou stations de radio africaines proposent à la station des émissions ou des projets d'émissions qu'elle diffuse ensuite en ondes moyennes (1 476 kHz) et en FM (94 MHz), ainsi que par Internet. Les émissions se font en français, allemand, anglais, espagnol portugais et serbo-croate, grâce à l'inévitable Vladi Marjanovic.
Radio Afrika International emploie de nombreux bénévoles à Vienne. Chaque soir de la semaine, ces bénévoles présentent les informations en français relatives à l'actualité de l'Afrique entre 22h15 et 22h30. Le dimanche, des mêmes bénévoles présentent les informations en anglais.   